# Ratusz w Hildesheimie
Ratusz w Hildesheimie (niem. Rathaus Hildesheim) – zabytkowy ratusz w niemieckim mieście Hildesheim (Dolna Saksonia).
Na elewacji ratusza znajdują się herby, od lewej:

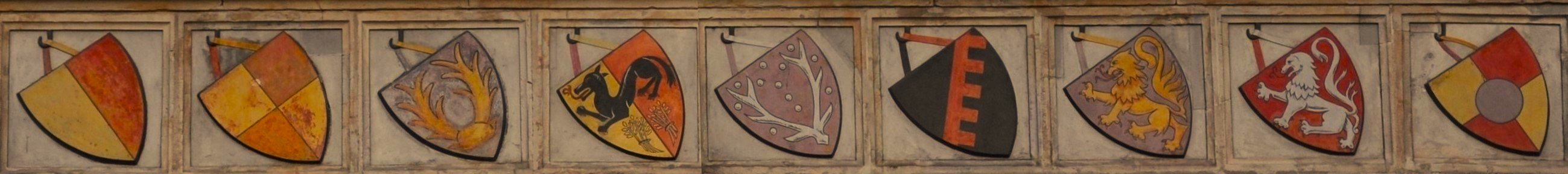
Herby na ratuszu w Hildesheim

- biskupstwa Hildesheim(inne języki)
- Hildesheim przed 1528,
- hrabstwa Winzenburg(inne języki),
- Peine
- hrabstwa Dassel(inne języki)
- Amt Wohldenberg(inne języki)
- Amt Popenburg(inne języki)
- Amt Schladen(inne języki)
- Alfeld (Leine)[1]

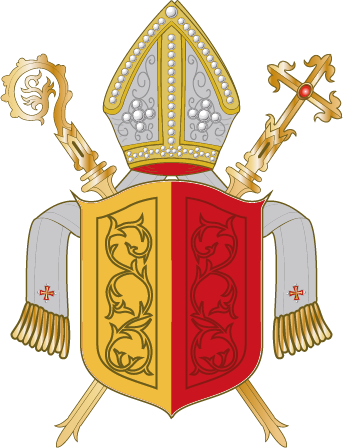
Biskupstwo Hildesheim
Hildesheim
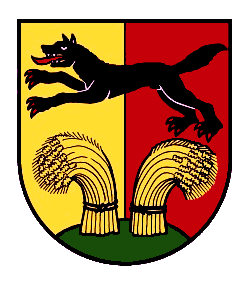
Peine
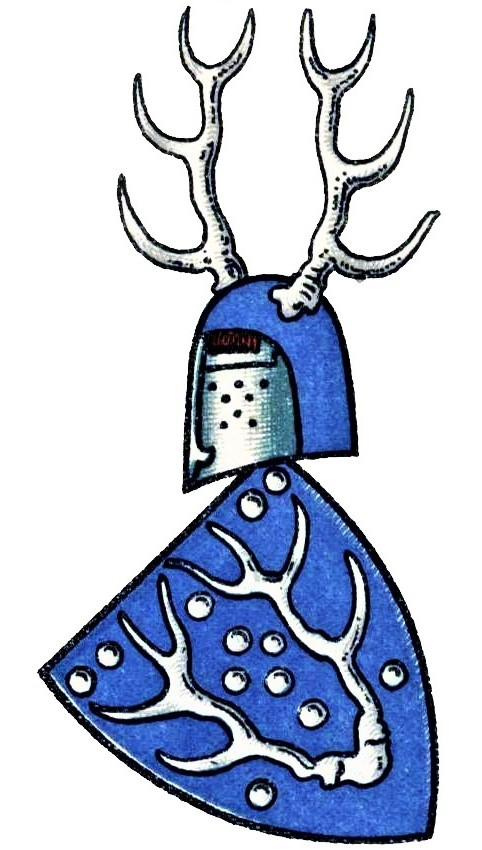
Hrabstwo Dassel
Hrabstwo Wohldenberg
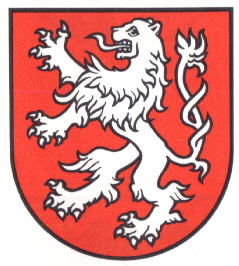
Hrabstwo Schladen
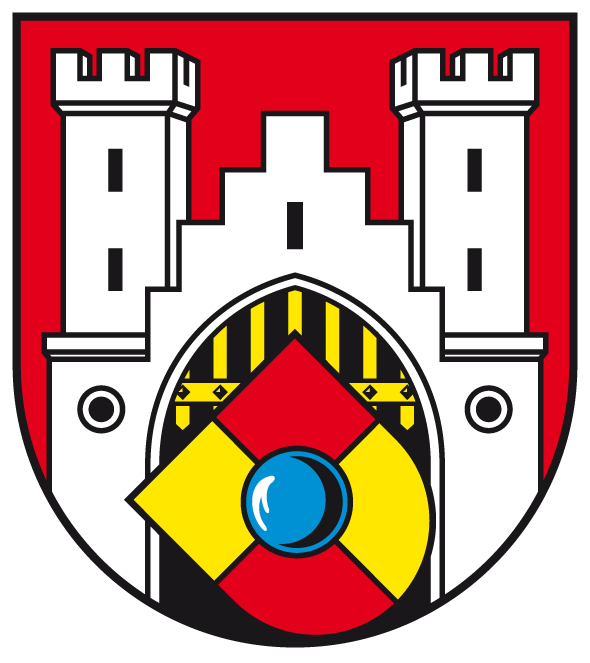
Leine